# Larissa Arap
Larissa Ivanovna Arap  (en russe : Лариса Ивановна Арап) est une militante russe des droits de l'homme à Mourmansk, et militante du "Front civique unifié" . Elle est considérée comme une victime d'abus psychiatriques (Psikhushka) en Russie en 2007,,,,,,,,.